# Закон Дибо

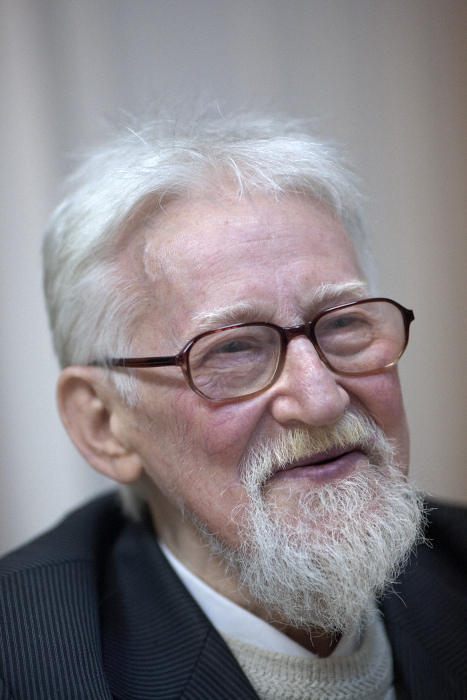
Володимир Дибо

Зако́н Дибо́ (також «зако́н Дибо́ — Іллічá-Сві́тича», інколи «зако́н Іллічá-Сві́тича») — акцентуаційний закон у праслов'янській мові, що його відкрили В.А. Дибо і В.М. Іліч-Свитич. Суть закону полягає в тім, що наголос коротких неакутованих наголошених голосних пересувався на наступний склад. Наприклад:
- інд.-є. *blŭsa → псл. *blъxa →... укр. блохá;
- інд.-є. *snŭsā → псл. *snъxа →... рос.снохá.
- інд.-є. *pirstu → псл. *pьrstъ́ (←*pirstù) →... укр. перст;
- інд.-є. *bàgu → псл. *bogъ́ →... укр. бог.

## Історія
Різниця між законом Фортунатова — де Сосюра і законом Дибо є в тім, що, по-перше, закон Фортунатова — де Сосюра пояснює пересув наголосу лише на акутований склад, а закон Дибо – на будь-який наступний, а по-друге, якщо перший стосується наголошеного і лише неакутованого складу, то дія другого взагалі не поширювалася на початковий наголошений склад у рухомих акцентних парадигмах. Третя і найголовніша різниця полягає у відмінності між, з одного боку, псл. наз. *vodá i знах. *vődǫ́ парадигми а (де акцент рухомий) і ,з другого, псл. наз. *žená і знах. ženǫ́ парадигми b (де наголос завжди на останнім складі). Якщо склад, що мав стати наголошеним, був акутований, то голосний отримував визхідну (акутовану) інтонацію, якщо ж склад не був акутованим – то голосний отримував низхідну (циркумфлексну) інтонацію, що згодом пересунулася на попередній склад за законом Івшича — Станґа:
|                                  | До закону Дибо            | Після закон Дибо   | Після закону Івшича — Станґа | Зараз    |
| -------------------------------- | ------------------------- | ------------------ | ---------------------------- | -------- |
| Інфінітив                        | *p r ò s i t i →          | *p r o s i̋ t i →   | *p r o s ȉ t i →             | проси́ти  |
| Інфінітив                        | *p o l ò ž i t i →        | *p o l o ž i̋ t i → | *p o l o ž ȉ t i →           | положи́ти |
| Інфінітив                        | *-iH-tḕi → *l o ž ì t i → | *l o ž i̋ t i →     | *l o ž ȉ t i →               | ложи́ти   |
| 3 особа однини теперішнього часу | *p r ò s i t ь →          | *p r o s î t ь →   | *p r ò s î t ь →             | про́сить  |
| 3 особа однини теперішнього часу | *p o l ò ž i t ь →        | *p o l o ž î t ь → | *p o l ò ž ī ( t ь ) →       | поло́жить |
| 3 особа однини теперішнього часу | *l o ž i t ь́ →            | *l o ž i t ь́ →     | *l o ž ĩ ( t ь ) →           | ло́жить   |

### Значення
Закон Дибо пояснив значну акцентуаційну зміну, яку в класичний період слов'янської акцентології приписували законові Фортунатова — де Сосюра. В.М. Ілліч-Світич розцінює закон Дибо як такий, що пояснив наголос на кінцевому складі в переважній більшості іменників у слов'янських мовах.